# قرص فستوس
قرص فستوس (اليونانية: Δίσκος της Φαιστού)هو قرص مصنوع من الفخار، وجد في القصر المينوسي في فينتوس، ويعد إنشائها في تقريب العصر البرونزي المينوسي المتوسط أو الأخير (ألفا سنة قبل الميلاد). يبلغ قطرها 15 عشر متراً ويوجد على كلا جانبيها ويوجد على جانيها أختام رمزية، هدف إنشائها، ومكان تصنيعها لايزالان غير معرفين، جاعلاً ذلك هذه القطعة من أشهر أسرار علم الآثار، توجد القطعة الآن في متحف علوم الآثار في كاندية، كريت اليونان.

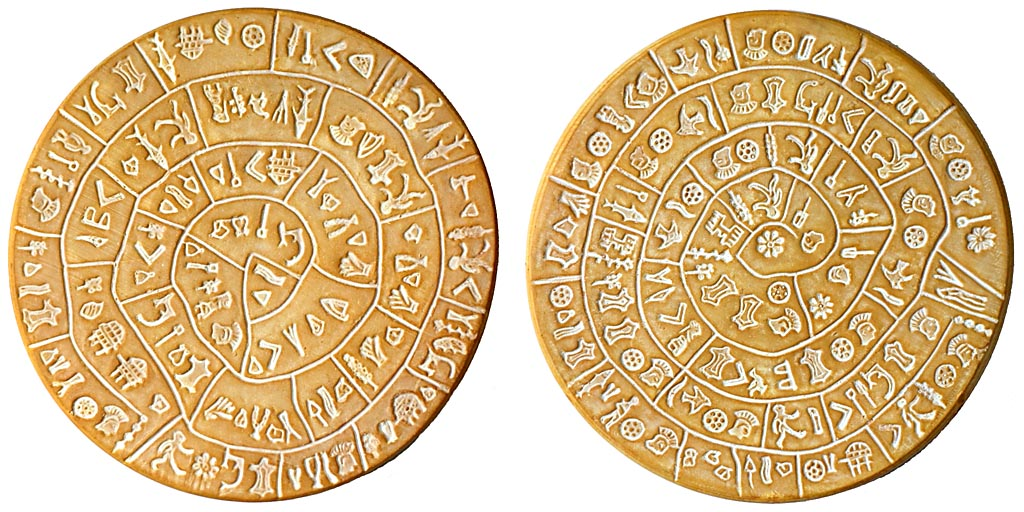

## حل الرموز
كشف علماءُ آثارٍ عن حلهم لرموز «قرص فستوس» الذي ظل مَثار حَيْرَةِ العلماء وتساؤلاتهم طَوال قرن من الزمان، منذ اكتشافه عام 1908 في موقع قصر فستوس بجزيرة كريت. و«قرص فستوس» — الذي يرجع إلى العصر البرونزي المينوسي في القرن الثاني قبل الميلاد — كان أحد أكثر أسرار علم الآثار غموضًا؛ إذ لم يستطع العلماء تحديد معناه أو الهدف منه أو حتى موقع نشأته قبل الآن. والقرص الذي يبلغ قطره 15 سنتيمترًا مصنوع من الطين المحروق، ومرسوم عليه 241 مقطعًا مركبًا من 45 رمزًا مختلفًا موزعين على كِلَا وجهيه في شكل حلزوني تُقرأ من الخارج إلى الداخل.
وبالرجوع إلى رموز لغة كريت القديمة وكتابات العصر المينوسي في اليونان، تَعَرَّفَ جارث أوين — الأثري بمعهد كريت التكنولوجي التعليمي — بالتعاوُن مع علماء جامعة أكسفورد على ثلاث كلمات ترمز جميعها إلى قيمة الأم؛ الأولى: تعني «امرأة شديدة الأهمية»، والثانية: «الأم الحامل»، والثالثة: بمعنى «الإلهة» أو «الأم المشرقة». وانطلاقًا من ذلك التفسير تَمَكَّنَ أوين من فك شفرة ما يقرب من 90٪ من محتوى القرص، واستخلص أن القرص هو عبارة عن ابتهال للأم وإلهة الخصوبة في العصر المينوسي.
والديانة في العصر المينوسي كانت ديانة أمومية تدور حول عبادة آلهة متعددة من الإناث. وبعد أن كان تقدير المؤرخين للمغزى من القرص ورمزه أنه أداة للطباعة؛ اتضح — وفق قراءة أوين — أنه ابتهال ديني يرجع للحضارة المينوسية، إحدى أقدم الحضارات الأوروبية، ويؤكد — بشكل لغوي — أهمية وقيمة الإلهة الأم في الديانة المينوسية. ويُطلِق أوين على القرص أقدم «قرص مدمج» مازحًا؛ وذلك بسبب شكله وصعوبة فك شفرة رموزه وتفسيرها.

## معرض صور

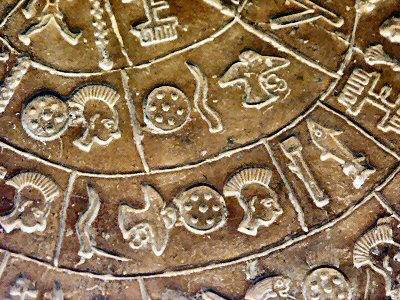
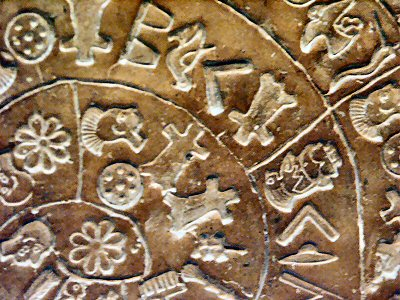
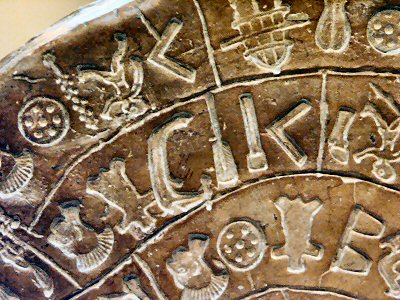
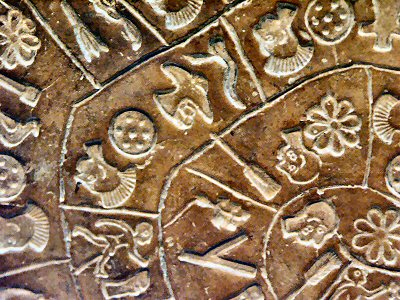